# Pressingberg
Pressingberg är ett berg i Österrike.   Det ligger i distriktet Spittal an der Drau och förbundslandet Kärnten, i den centrala delen av landet, 250 km sydväst om huvudstaden Wien. Toppen på Pressingberg är 2 370 meter över havet, eller 972 meter över den omgivande terrängen. Bredden vid basen är 7,7 km.
Terrängen runt Pressingberg är kuperad åt nordost, men åt sydväst är den bergig. Närmaste större samhälle är Radenthein, 15,4 km söder om Pressingberg. 
Trakten runt Pressingberg består i huvudsak av gräsmarker. Runt Pressingberg är det ganska glesbefolkat, med 29 invånare per kvadratkilometer.